# Calligonum litwinowii
Calligonum litwinowii là một loài thực vật có hoa trong họ Rau răm. Loài này được Drobow mô tả khoa học đầu tiên năm 1916.